# Univerzitní systém dokumentace

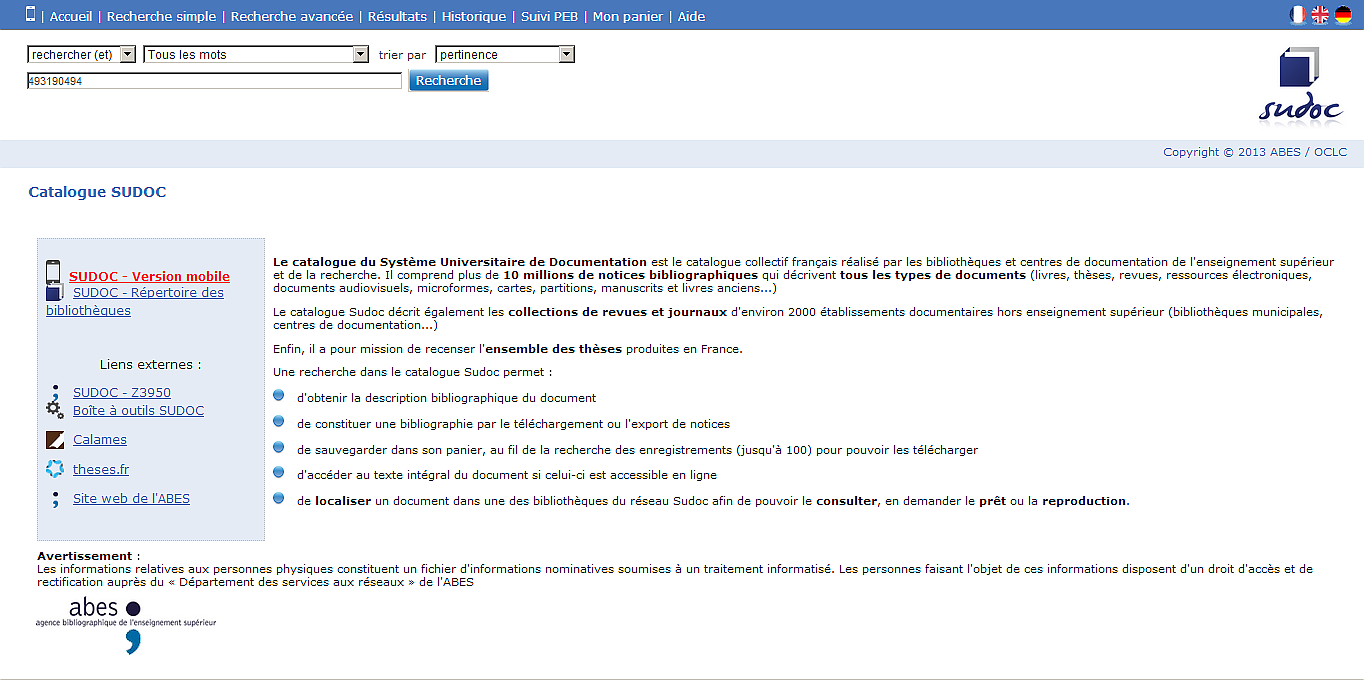
Sken obrazovky z univerzitního dokumentačního systému (Sudoc)

Univerzitní systém dokumentace také SUDOC (francouzsky Système universitaire de documentation) je systém používaný knihovnami francouzských univerzit a institucí vyššího vzdělávání k identifikaci, sledování a správě svých dokumentů. Katalog obsahuje téměř 13 milionů odkazů a umožňuje studentům a badatelům vyhledávat bibliografické a lokační informace ve více než 3 400 dokumentačních centrech. Databázi spravuje Bibliografická agentura pro vysokoškolské vzdělávání (ABES). 